# Elise Chabbey
Elise Chabbey (* 24. April 1993 in Genf) ist eine Schweizer Radrennfahrerin und ehemalige Kanutin.

## Sportliche Laufbahn
Elise Chabbey ist eine Allround-Sportlerin. Sie begann ihre Laufbahn als Kanutin und nahm als solche an den Olympischen Spielen 2012 in London teil. Sie startete im Slalom der Einer-Kajaks und belegte Platz 20. Anschliessend legte sie eine Sportpause ein, um ihr Medizinstudium zu beenden. Auch errang sie Erfolge als Langstreckenläuferin und gewann etwa den Halbmarathon beim Genf-Marathon.
2016 begann Chabbey mit dem Radrennsport und erhielt 2018 einen Vertrag bei Cogeas-Mettler, zur Saison 2019 wechselte sie zu Bigla. 2017 wurde Elise Chabbey Fünfte der Schweizer Strassenmeisterschaft, 2018 Sechste und 2019 Vize-Meisterin. 2019 gewann sie zudem die  Berner Rundfahrt. Bei den UCI-Strassen-Weltmeisterschaften 2019 belegte sie im Strassenrennen Rang 21, im Einzelzeitfahren Rang 22 und mit der Schweizer Mannschaft Platz fünf in der Mixed-Staffel.
Als im Frühjahr 2020 viele Radrennen wegen der Corona-Pandemie ausfielen, meldete sich Elise Chabbey, die inzwischen ihr Studium abgeschlossen hatte, freiwillig für den Dienst als Ärztin im Genfer Universitätsklinikum.
Später im Jahr 2020 wurde Chabbey mit der Schweizer Mannschaft Vize-Europameister in der Mixed-Staffel sowie Schweizer Strassenmeisterin. 2021 entschied sie eine Etappe der Tour de Suisse Women für sich. 2021 und 2022 gewann sie die Bergwertung der The Women’s Tour wie auch 2022 der Itzulia Women. Im September 2022 wurde sie gemeinsam mit Mauro Schmid, Stefan Küng, Stefan Bissegger, Marlen Reusser und Nicole Koller Weltmeisterin in der Mixed-Staffel; 2023 wiederholte das Team in identischer Besetzung diesen Erfolg.
Zur Saison 2025 wechselte Chabbey zum französischen WorldTeam FDJ-Suez. Beim ersten Start für ihr neues Team beendete sie die Women’s Tour Down Under 2025 auf dem fünften Gesamtrang. Bei der Tour de France Femmes 2025 konnte sie die Bergwertung gewinnen.

## Erfolge
2019
- Berner Rundfahrt

2020
- Europameisterschaft – Mixed-Staffel
- Schweizer Meisterin – Strassenrennen

2021
- eine Etappe Tour de Suisse Women
- Bergwertung The Women’s Tour

2022
- Bergwertung Itzulia Women
- Bergwertung The Women’s Tour
- Weltmeisterin – Mixed-Staffel

2023
- Bergwertung Tour de Suisse Women
- Bergwertung Tour of Scandinavia
- Weltmeisterin – Mixed-Staffel

2024
- Bergwertung Tour de Suisse Women

2025
- eine Etappe Volta Ciclista a Catalunya Femenina
- Bergwertung Tour de France Femmes
- Gesamtwertung und eine Etappe Tour de Romandie Féminin